# Воскресенское (Кугарчинский район)
Воскресенское (баш. Воскресенск) — деревня в Кугарчинском районе Республики Башкортостан Российской Федерации. Административный центр Зареченского сельсовета.

## География

### Географическое положение
Расстояние до:
- районного центра (Мраково): 18 км,
- ближайшей ж/д станции (Мелеуз): 50 км.

## Население
| 2002 | 2009 | 2010 |
| ---- | ---- | ---- |
| 651  | ↗670 | ↘629 |

Национальный состав
Согласно переписи 2002 года, преобладающая национальность — русские (82 %).